# کلیر (آیووا)
کلیر (به انگلیسی: Clare) شهری در ایالت آیووا کشور ایالات متحده آمریکا است که جمعیت آن در سرشماری سال ۲۰۱۰ میلادی، ۱۴۶ نفر بوده‌است.